# Wereldkampioenschap voetbal onder 20 - 1983
Het vierde wereldkampioenschap voetbal onder 20 werd gehouden in Mexico van 2 tot en met 19 juni 1983. In totaal werden er 32 wedstrijden gespeeld. Het toernooi werd voor de eerste keer gewonnen door Brazilië. In de finale werd met 1–0 van Argentinië gewonnen. Polen werd derde.

## Deelnemers
Er deden zestien teams uit zes confederaties mee. Teams konden zich kwalificeren via een jeugdtoernooi dat binnen elke confederatie georganiseerd werd.
| Confederatie                                   | Kwalificatietoernooi                                                                         | Gekwalificeerde landen                                             |
| ---------------------------------------------- | -------------------------------------------------------------------------------------------- | ------------------------------------------------------------------ |
| AFC (Azië)                                     | Aziatisch kampioenschap voetbal onder 19 - 1982 Thailand, 18–22 december 1982                | Zuid-Korea China                                                   |
| CAF (Afrika)                                   | Afrikaans kampioenschap voetbal onder 21 - 1983 25 juli 1982 – 16 april 1983                 | Ivoorkust Nigeria                                                  |
| CONCACAF (Noord, Centraal-Amerika & Caribbean) | CONCACAF-kampioenschap voetbal onder 20 - 1982 Guatemala, 15 augustus – 5 september 1982     | Verenigde Staten                                                   |
| CONMEBOL (Zuid-Amerika)                        | Zuid-Amerikaans kampioenschap voetbal onder 20 - 1983 Bolivia, 22 januari – 13 februari 1983 | Uruguay Brazilië Argentinië                                        |
| OFC (Oceanië)                                  | Oceanisch kampioenschap voetbal onder 20 - 1982 Papoea-Nieuw-Guinea, 5–12 december 1982      | Australië                                                          |
| UEFA (Europa)                                  | Europees kampioenschap voetbal onder 18 - 1982 Finland, 21–30 mei 1982                       | Schotland Polen Tsjecho-Slowakije Oostenrijk Nederland Sovjet-Unie |
| Gastland                                       | Gastland                                                                                     | Mexico                                                             |

## Stadions
| Mexico-Stad                                                                    | San Nicolás de los Garza                                                       | Toluca                                                                         | Puebla                                        |
| ------------------------------------------------------------------------------ | ------------------------------------------------------------------------------ | ------------------------------------------------------------------------------ | --------------------------------------------- |
| Aztekenstadion Capaciteit: 114.600                                             | Estadio Universitario Capaciteit: 43.257                                       | Estadio Nemesio Díez Capaciteit: 27.000                                        | Estadio Cuauhtémoc Capaciteit: 42.649         |
|                                                                                |                                                                                |                                                                                |                                               |
| · Mexico-Stad San Nicolás de los Garza Guadalajara Puebla Toluca León Irapuato | · Mexico-Stad San Nicolás de los Garza Guadalajara Puebla Toluca León Irapuato | · Mexico-Stad San Nicolás de los Garza Guadalajara Puebla Toluca León Irapuato | Guadalajara                                   |
| · Mexico-Stad San Nicolás de los Garza Guadalajara Puebla Toluca León Irapuato | · Mexico-Stad San Nicolás de los Garza Guadalajara Puebla Toluca León Irapuato | · Mexico-Stad San Nicolás de los Garza Guadalajara Puebla Toluca León Irapuato | Estadio Jalisco Capaciteit: 56.713'           |
| · Mexico-Stad San Nicolás de los Garza Guadalajara Puebla Toluca León Irapuato | · Mexico-Stad San Nicolás de los Garza Guadalajara Puebla Toluca León Irapuato | · Mexico-Stad San Nicolás de los Garza Guadalajara Puebla Toluca León Irapuato |                                               |
| · Mexico-Stad San Nicolás de los Garza Guadalajara Puebla Toluca León Irapuato | · Mexico-Stad San Nicolás de los Garza Guadalajara Puebla Toluca León Irapuato | · Mexico-Stad San Nicolás de los Garza Guadalajara Puebla Toluca León Irapuato | León                                          |
| · Mexico-Stad San Nicolás de los Garza Guadalajara Puebla Toluca León Irapuato | · Mexico-Stad San Nicolás de los Garza Guadalajara Puebla Toluca León Irapuato | · Mexico-Stad San Nicolás de los Garza Guadalajara Puebla Toluca León Irapuato | Estadio León Capaciteit: 29.000               |
| · Mexico-Stad San Nicolás de los Garza Guadalajara Puebla Toluca León Irapuato | · Mexico-Stad San Nicolás de los Garza Guadalajara Puebla Toluca León Irapuato | · Mexico-Stad San Nicolás de los Garza Guadalajara Puebla Toluca León Irapuato |                                               |
| · Mexico-Stad San Nicolás de los Garza Guadalajara Puebla Toluca León Irapuato | · Mexico-Stad San Nicolás de los Garza Guadalajara Puebla Toluca León Irapuato | · Mexico-Stad San Nicolás de los Garza Guadalajara Puebla Toluca León Irapuato | Irapuato                                      |
| · Mexico-Stad San Nicolás de los Garza Guadalajara Puebla Toluca León Irapuato | · Mexico-Stad San Nicolás de los Garza Guadalajara Puebla Toluca León Irapuato | · Mexico-Stad San Nicolás de los Garza Guadalajara Puebla Toluca León Irapuato | Estadio Sergio León Chávez Capaciteit: 30.712 |
| · Mexico-Stad San Nicolás de los Garza Guadalajara Puebla Toluca León Irapuato | · Mexico-Stad San Nicolás de los Garza Guadalajara Puebla Toluca León Irapuato | · Mexico-Stad San Nicolás de los Garza Guadalajara Puebla Toluca León Irapuato |                                               |

## Groepsfase

### Groep A
| Team       | Ptn | Wed | W | G | V | DV | DT | DS | Resultaat           |
| ---------- | --- | --- | - | - | - | -- | -- | -- | ------------------- |
| Schotland  | 4   | 3   | 2 | 0 | 1 | 4  | 2  | +2 | Naar de kwartfinale |
| Zuid-Korea | 4   | 3   | 2 | 0 | 1 | 4  | 4  | 0  | Naar de kwartfinale |
| Australië  | 3   | 3   | 1 | 1 | 1 | 4  | 4  | 0  |                     |
| Mexico     | 1   | 3   | 0 | 1 | 2 | 2  | 4  | –2 |                     |

|                   |            |     |            |                                                                                       |
| 2 juni 1983 21:00 | Mexico     | 1–1 | Australië  | Aztekenstadion, Mexico-Stad Toeschouwers: 108,900 Scheidsrechter: Gérard Biguet (FRA) |
| 2 juni 1983 21:00 | Bernal 16' |     | Farina 73' | Aztekenstadion, Mexico-Stad Toeschouwers: 108,900 Scheidsrechter: Gérard Biguet (FRA) |

|                   |            |                |           |                                                                                        |
| 3 juni 1983 15:00 | Zuid-Korea | 0–2            | Schotland | Estadio Nemesio Díez, Toluca Toeschouwers: 26.191 Scheidsrechter: Edward Bellion (USA) |
| 3 juni 1983 15:00 |            | Dobbin 62' 78' |           | Estadio Nemesio Díez, Toluca Toeschouwers: 26.191 Scheidsrechter: Edward Bellion (USA) |

|                   |                               |     |           |                                                                                   |
| 5 juni 1983 12:00 | Zuid-Korea                    | 2–1 | Mexico    | Aztekenstadion, Mexico-Stad Toeschouwers: 71.198 Scheidsrechter: Jan Keizer (NED) |
| 5 juni 1983 12:00 | No In-Woo 29' Shin Yon-Ho 89' |     | Reyna 10' | Aztekenstadion, Mexico-Stad Toeschouwers: 71.198 Scheidsrechter: Jan Keizer (NED) |

|                   |            |     |                             |                                                                                         |
| 5 juni 1983 16:00 | Schotland  | 1–2 | Australië                   | Estadio Nemesio Díez, Toluca Toeschouwers: 22.111 Scheidsrechter: Carlos Espósito (ARG) |
| 5 juni 1983 16:00 | McStay 61' |     | Incantalupo 52' Patikas 87' | Estadio Nemesio Díez, Toluca Toeschouwers: 22.111 Scheidsrechter: Carlos Espósito (ARG) |

|                   |           |     |                                    |                                                                                         |
| 8 juni 1983 16:00 | Australië | 1–2 | Zuid-Korea                         | Estadio Nemesio Díez, Toluca Toeschouwers: 24.812 Scheidsrechter: Horst Brummeier (AUT) |
| 8 juni 1983 16:00 | Brown 53' |     | Kim Chong-Kon 16' Kim Jong-Boo 34' | Estadio Nemesio Díez, Toluca Toeschouwers: 24.812 Scheidsrechter: Horst Brummeier (AUT) |

|                   |        |            |           |                                                                                               |
| 8 juni 1983 20:00 | Mexico | 0–1        | Schotland | Aztekenstadion, Mexico-Stad Toeschouwers: 86.582 Scheidsrechter: Luis C. Felix Ferreira (BRA) |
| 8 juni 1983 20:00 |        | Clarke 45' |           | Aztekenstadion, Mexico-Stad Toeschouwers: 86.582 Scheidsrechter: Luis C. Felix Ferreira (BRA) |

### Groep B
| Team             | Ptn | Wed | W | G | V | DV | DT | DS | Resultaat           |
| ---------------- | --- | --- | - | - | - | -- | -- | -- | ------------------- |
| Uruguay          | 5   | 3   | 2 | 1 | 0 | 6  | 3  | +3 | Naar de kwartfinale |
| Polen            | 4   | 3   | 2 | 0 | 1 | 10 | 5  | +5 | Naar de kwartfinale |
| Verenigde Staten | 2   | 3   | 1 | 0 | 2 | 3  | 5  | –2 |                     |
| Ivoorkust        | 1   | 3   | 0 | 1 | 2 | 2  | 8  | –6 |                     |

|                   |                                                                   |     |                    |                                                                                    |
| 3 juni 1983 14:00 | Polen                                                             | 7–2 | Ivoorkust          | Estadio Cuauhtémoc, Puebla Toeschouwers: 14.130 Scheidsrechter: Zhang Daqiao (CHN) |
| 3 juni 1983 14:00 | Klemenz 4' 21' 51' Gorgoń 22' Wraga 48' Myśliński 59' Leśniak 85' |     | Didi 67' Kassy 80' | Estadio Cuauhtémoc, Puebla Toeschouwers: 14.130 Scheidsrechter: Zhang Daqiao (CHN) |

|                   |                          |     |                      |                                                                                    |
| 3 juni 1983 19:00 | Uruguay                  | 3–2 | Verenigde Staten     | Estadio Jalisco, Guadalajara Toeschouwers: 17.821 Scheidsrechter: Ivan Gregr (TCH) |
| 3 juni 1983 19:00 | Aguilera 2' Sosa 57' 64' |     | Hooker 60' Perez 67' | Estadio Jalisco, Guadalajara Toeschouwers: 17.821 Scheidsrechter: Ivan Gregr (TCH) |

|                   |                  |     |           |                                                                                    |
| 5 juni 1983 14:00 | Verenigde Staten | 1–0 | Ivoorkust | Estadio Cuauhtémoc, Puebla Toeschouwers: 11.836 Scheidsrechter: César Pagano (PER) |
| 5 juni 1983 14:00 | Gelnovatch 79'   |     |           | Estadio Cuauhtémoc, Puebla Toeschouwers: 11.836 Scheidsrechter: César Pagano (PER) |

|                   |                              |     |             |                                                                                   |
| 6 juni 1983 17:00 | Uruguay                      | 3–1 | Polen       | Estadio Nou Camp, León Toeschouwers: 23.117 Scheidsrechter: Muhamed Larache (MAR) |
| 6 juni 1983 17:00 | Zalazar 52' Aguilera 54' 66' |     | Klemenz 57' | Estadio Nou Camp, León Toeschouwers: 23.117 Scheidsrechter: Muhamed Larache (MAR) |

|                   |                             |     |                  |                                                                                      |
| 8 juni 1983 14:00 | Polen                       | 2–0 | Verenigde Staten | Estadio Cuauhtémoc, Puebla Toeschouwers: 16.103 Scheidsrechter: Okubule Eestus (NGR) |
| 8 juni 1983 14:00 | Leśniak 76' Szczepański 85' |     |                  | Estadio Cuauhtémoc, Puebla Toeschouwers: 16.103 Scheidsrechter: Okubule Eestus (NGR) |

|                   |           |     |         |                                                                                           |
| 8 juni 1983 15:00 | Ivoorkust | 0–0 | Uruguay | Estadio Sergio León Chávez, Irapuato Toeschouwers: 15.317 Scheidsrechter: Lee Do-Ha (KOR) |
| 8 juni 1983 15:00 |           |     |         | Estadio Sergio León Chávez, Irapuato Toeschouwers: 15.317 Scheidsrechter: Lee Do-Ha (KOR) |

### Groep C
| Team              | Ptn | Wed | W | G | V | DV | DT | DS  | Resultaat           |
| ----------------- | --- | --- | - | - | - | -- | -- | --- | ------------------- |
| Argentinië        | 6   | 3   | 3 | 0 | 0 | 10 | 0  | +10 | Naar de kwartfinale |
| Tsjecho-Slowakije | 4   | 3   | 2 | 0 | 1 | 7  | 4  | +3  | Naar de kwartfinale |
| China             | 2   | 3   | 1 | 0 | 2 | 5  | 8  | –3  |                     |
| Oostenrijk        | 0   | 3   | 0 | 0 | 3 | 0  | 10 | –10 |                     |

|                   |       |                                                           |            |                                                                                          |
| 4 juni 1983 12:00 | China | 0–5                                                       | Argentinië | Aztekenstadion, Mexico-Stad Toeschouwers: 19.376 Scheidsrechter: Hernán Silva Arce (CHI) |
| 4 juni 1983 12:00 |       | Gabrich 16' García 53' Dertycia 70' Zárate 81' Acosta 89' |            | Aztekenstadion, Mexico-Stad Toeschouwers: 19.376 Scheidsrechter: Hernán Silva Arce (CHI) |

|                   |                                  |     |            |                                                                                        |
| 4 juni 1983 12:00 | Tsjecho-Slowakije                | 4–0 | Oostenrijk | Estadio Cuauhtémoc, Puebla Toeschouwers: 21.112 Scheidsrechter: Romualdas Yushka (URS) |
| 4 juni 1983 12:00 | Kula 9' 71' Karoch 48' Hirko 89' |     |            | Estadio Cuauhtémoc, Puebla Toeschouwers: 21.112 Scheidsrechter: Romualdas Yushka (URS) |

|                   |                         |     |                            |                                                                                          |
| 7 juni 1983 15:00 | Tsjecho-Slowakije       | 3–2 | China                      | Estadio Sergio León Chávez, Irapuato Toeschouwers: 15.317 Scheidsrechter: M. Karim (BHR) |
| 7 juni 1983 15:00 | Dostal 34' 89' Kula 75' |     | Mai Chao 49' Li Huayun 56' | Estadio Sergio León Chávez, Irapuato Toeschouwers: 15.317 Scheidsrechter: M. Karim (BHR) |

|                   |            |                            |            |                                                                                     |
| 7 juni 1983 19:00 | Oostenrijk | 0–3                        | Argentinië | Estadio Nou Camp, León Toeschouwers: 31.144 Scheidsrechter: Brian R. McGinley (SCO) |
| 7 juni 1983 19:00 |            | Gabrich 13' 28' Zárate 20' |            | Estadio Nou Camp, León Toeschouwers: 31.144 Scheidsrechter: Brian R. McGinley (SCO) |

|                   |                                            |     |            | |
| 9 juni 1983 15:00 | China                                      | 3–0 | Oostenrijk | Estadio Sergio León Chávez, Irapuato Toeschouwers: 15.317 Scheidsrechter: Christopher Bambridge (AUS) |
| 9 juni 1983 15:00 | Liu Haiguang 48' Guo Yijun 79' Duan Ju 88' |     |            | Estadio Sergio León Chávez, Irapuato Toeschouwers: 15.317 Scheidsrechter: Christopher Bambridge (AUS) |

|                   |                           |     |                   |                                                                                |
| 9 juni 1983 17:00 | Argentinië                | 2–0 | Tsjecho-Slowakije | Estadio Nou Camp, León Toeschouwers: 14.143 Scheidsrechter: Bernard Grah (CIV) |
| 9 juni 1983 17:00 | Vanemerak 15' Gabrich 77' |     |                   | Estadio Nou Camp, León Toeschouwers: 14.143 Scheidsrechter: Bernard Grah (CIV) |

### Groep D
| Team        | Ptn | Wed | W | G | V | DV | DT | DS | Resultaat           |
| ----------- | --- | --- | - | - | - | -- | -- | -- | ------------------- |
| Brazilië    | 5   | 3   | 2 | 1 | 0 | 6  | 2  | +4 | Naar de kwartfinale |
| Nederland   | 4   | 3   | 1 | 2 | 0 | 4  | 3  | +1 | Naar de kwartfinale |
| Nigeria     | 3   | 3   | 1 | 1 | 1 | 1  | 3  | –2 |                     |
| Sovjet-Unie | 0   | 3   | 0 | 0 | 3 | 3  | 6  | –3 |                     |

|                   |             |                 |         | |
| 3 juni 1983 14:00 | Sovjet-Unie | 0–1             | Nigeria | Estadio Universitario, San Nicolás de los Garza Toeschouwers: 37.837 Scheidsrechter: Fermín Ramírez Zermeno (MEX) |
| 3 juni 1983 14:00 |             | Okoronwanta 78' |         | Estadio Universitario, San Nicolás de los Garza Toeschouwers: 37.837 Scheidsrechter: Fermín Ramírez Zermeno (MEX) |

|                   |           |     |             |                                                                                      |
| 4 juni 1983 19:00 | Nederland | 1–1 | Brazilië    | Estadio Jalisco, Guadalajara Toeschouwers: 68.130 Scheidsrechter: Rolf Ericson (SWE) |
| 4 juni 1983 19:00 | Been 49'  |     | Geovani 77' | Estadio Jalisco, Guadalajara Toeschouwers: 68.130 Scheidsrechter: Rolf Ericson (SWE) |

|                   |                                         |     |         |                                                                                            |
| 6 juni 1983 19:00 | Brazilië                                | 3–0 | Nigeria | Estadio Jalisco, Guadalajara Toeschouwers: 41.182 Scheidsrechter: Carlos Luis Alfaro (CRC) |
| 6 juni 1983 19:00 | Gilmar Popoca 7' Santos 32' Geovani 43' |     |         | Estadio Jalisco, Guadalajara Toeschouwers: 41.182 Scheidsrechter: Carlos Luis Alfaro (CRC) |

|                   |                                  |     |                          | |
| 6 juni 1983 21:00 | Nederland                        | 3–2 | Sovjet-Unie              | Estadio Universitario, San Nicolás de los Garza Toeschouwers: 27.136 Scheidsrechter: José Luis Martínez Bazán (URU) |
| 6 juni 1983 21:00 | Duut 12' Been 48' Van Basten 49' |     | Salimov 40' Protasov 46' | Estadio Universitario, San Nicolás de los Garza Toeschouwers: 27.136 Scheidsrechter: José Luis Martínez Bazán (URU) |

|                   |                 |     |                               |                                                                                       |
| 9 juni 1983 19:00 | Sovjet-Unie     | 1–2 | Brazilië                      | Estadio Jalisco, Guadalajara Toeschouwers: 31.380 Scheidsrechter: Keith Hackett (ENG) |
| 9 juni 1983 19:00 | Litovchenko 87' |     | Agapov 47' (e.d.) Geovani 80' | Estadio Jalisco, Guadalajara Toeschouwers: 31.380 Scheidsrechter: Keith Hackett (ENG) |

|                   |         |     |           | |
| 9 juni 1983 21:00 | Nigeria | 0–0 | Nederland | Estadio Universitario, San Nicolás de los Garza Toeschouwers: 41.283 Scheidsrechter: Andrzej Libich (POL) |
| 9 juni 1983 21:00 |         |     |           | Estadio Universitario, San Nicolás de los Garza Toeschouwers: 41.283 Scheidsrechter: Andrzej Libich (POL) |

## Knock-outfase
|  | kwartfinale                        | kwartfinale                        |                       |   | halve finale          | halve finale          |   |  | finale | finale |
|  |                                    |                                    |                       |   |                       |                       |   |  |        |        |
|  | 11 juni – Mexico-Stad              |                                    |                       |   |                       |                       |   |  |        |        |
|  |                                    |                                    |                       |   |                       |                       |   |  |        |        |
|  | Schotland                          | 0                                  |                       |   |                       |                       |   |  |        |        |
|  | Schotland                          | 0                                  | 15 juni – Mexico-Stad |   |                       |                       |   |  |        |        |
|  | Polen                              | 1                                  |                       |   |                       |                       |   |  |        |        |
|  | Polen                              | 1                                  | Polen                 | 0 |                       |                       |   |  |        |        |
|  | 12 juni – León                     |                                    | Polen                 | 0 |                       |                       |   |  |        |        |
|  |                                    | Argentinië                         | 1                     |   |                       |                       |   |  |        |        |
|  | Argentinië                         | Argentinië                         | 1                     | 2 |                       |                       |   |  |        |        |
|  | Argentinië                         |                                    | 19 juni – Mexico-Stad | 2 |                       |                       |   |  |        |        |
|  | Nederland                          | 1                                  |                       |   |                       |                       |   |  |        |        |
|  | Nederland                          | 1                                  | Argentinië            | 0 |                       |                       |   |  |        |        |
|  | 11 juni – San Nicolás de los Garza |                                    | Argentinië            | 0 |                       |                       |   |  |        |        |
|  |                                    | Brazilië                           | 1                     |   |                       |                       |   |  |        |        |
|  | Uruguay                            | Brazilië                           | 1                     | 1 |                       |                       |   |  |        |        |
|  | Uruguay                            | 15 juni – San Nicolás de los Garza |                       | 1 |                       |                       |   |  |        |        |
|  | Zuid-Korea                         | 2                                  |                       |   |                       |                       |   |  |        |        |
|  | Zuid-Korea                         | 2                                  | Zuid-Korea            | 1 | derde plaats          | derde plaats          |   |  |        |        |
|  | 12 juni – Guadalajara              |                                    | Zuid-Korea            | 1 | derde plaats          | derde plaats          |   |  |        |        |
|  |                                    | Brazilië                           | 2                     |   | 18 juni – Guadalajara | 18 juni – Guadalajara |   |  |        |        |
|  | Brazilië                           | Brazilië                           | 2                     | 4 | 18 juni – Guadalajara | 18 juni – Guadalajara |   |  |        |        |
|  | Brazilië                           |                                    |                       |   |                       | Polen                 | 2 |  |        |        |
|  | Tsjecho-Slowakije                  | 1                                  |                       |   |                       | Polen                 | 2 |  |        |        |
|  | Tsjecho-Slowakije                  | 1                                  | Zuid-Korea            | 1 |                       |                       |   |  |        |        |
|  |                                    |                                    | Zuid-Korea            | 1 |                       |                       |   |  |        |        |

### Kwartfinale
|                    |           |            |       |                                                                                      |
| 11 juni 1983 12:00 | Schotland | 0–1        | Polen | Aztekenstadion, Mexico-Stad Toeschouwers: 11.986 Scheidsrechter: Gérard Biguet (FRA) |
| 11 juni 1983 12:00 |           | Klemenz 5' |       | Aztekenstadion, Mexico-Stad Toeschouwers: 11.986 Scheidsrechter: Gérard Biguet (FRA) |

|                    |              |            |                       | |
| 11 juni 1983 17:00 | Uruguay      | 1–2 (n.v.) | Zuid-Korea            | Estadio Universitario, San Nicolás de los Garza Toeschouwers: 39.876 Scheidsrechter: Carlos Luis Alfaro (CRC) |
| 11 juni 1983 17:00 | Martínez 71' |            | Shin Yon-Ho 54', 104' | Estadio Universitario, San Nicolás de los Garza Toeschouwers: 39.876 Scheidsrechter: Carlos Luis Alfaro (CRC) |

|                    |                       |     |               |                                                                                 |
| 12 juni 1983 12:00 | Argentinië            | 2–1 | Nederland     | Estadio Nou Camp, León Toeschouwers: 24.830 Scheidsrechter: Keith Hackett (ENG) |
| 12 juni 1983 12:00 | Borelli 65' Gaona 90' |     | Van Basten 4' | Estadio Nou Camp, León Toeschouwers: 24.830 Scheidsrechter: Keith Hackett (ENG) |

|                    |                                       |     |                   |                                                                                                |
| 12 juni 1983 12:00 | Brazilië                              | 4–1 | Tsjecho-Slowakije | Estadio Jalisco, Guadalajara Toeschouwers: 36.183 Scheidsrechter: Fermín Ramírez Zermeno (MEX) |
| 12 juni 1983 12:00 | Dunga 18' Bebeto 29' Geovani 40', 60' |     | Dostal 6'         | Estadio Jalisco, Guadalajara Toeschouwers: 36.183 Scheidsrechter: Fermín Ramírez Zermeno (MEX) |

### Halve finale
|                    |       |            |            |                                                                                                 |
| 15 juni 1983 17:00 | Polen | 0–1        | Argentinië | Aztekenstadion, Mexico-Stad Toeschouwers: 39.896 Scheidsrechter: José Luis Martínez Bazán (URU) |
| 15 juni 1983 17:00 |       | Zárate 59' |            | Aztekenstadion, Mexico-Stad Toeschouwers: 39.896 Scheidsrechter: José Luis Martínez Bazán (URU) |

|                    |                  |     |                              | |
| 15 juni 1983 17:00 | Zuid-Korea       | 1–2 | Brazilië                     | Estadio Universitario, San Nicolás de los Garza Toeschouwers: 55.914 Scheidsrechter: Jan Keizer (NED) |
| 15 juni 1983 17:00 | Kim Jong-Boo 14' |     | Gilmar Popoca 22' Santos 81' | Estadio Universitario, San Nicolás de los Garza Toeschouwers: 55.914 Scheidsrechter: Jan Keizer (NED) |

### Troostfinale
|                    |                             |            |                  |                                                                                                |
| 18 juni 1983 17:00 | Polen                       | 2–1 (n.v.) | Zuid-Korea       | Estadio Jalisco, Guadalajara Toeschouwers: 35.000 Scheidsrechter: Luis C. Felix Ferreira (BRA) |
| 18 juni 1983 17:00 | Krauze 77' Szczepański 103' |            | Lee Kee-Keun 37' | Estadio Jalisco, Guadalajara Toeschouwers: 35.000 Scheidsrechter: Luis C. Felix Ferreira (BRA) |

### Finale
|                    |            |             |          |                                                                                       |
| 19 juni 1983 12:00 | Argentinië | 0–1         | Brazilië | Aztekenstadion, Mexico-Stad Toeschouwers: 110.000 Scheidsrechter: Gérard Biguet (FRA) |
| 19 juni 1983 12:00 |            | Geovani 39' |          | Aztekenstadion, Mexico-Stad Toeschouwers: 110.000 Scheidsrechter: Gérard Biguet (FRA) |